# Aleksandr Alumona
Aleksandr Sil'vestrovič Alumona (in russo Александр Сильвестрович Алумона?; Mosca, 18 dicembre 1983) è un ex calciatore russo, di ruolo centrocampista.

## Palmarès

### Club

#### Competizioni nazionali
- Campionato bielorusso: 2

BATĖ Borisov: 2009, 2010
- Coppa di Bielorussia: 1

BATĖ Borisov: 2009-2010
- Supercoppa di Bielorussia: 1

BATĖ Borisov: 2010
- Peršaja Liha: 1

Islač: 2015

### Individuale
- Capocannoniere della Peršaja Liha: 1

2015 (20 reti)